# In This Light and on This Evening
In This Light and on This Evening (с англ. — «В этом свете и в этот вечер») — третий студийный альбом британской группы Editors, представленный 12 октября 2009 года. Продюсером альбома выступил Марк «Флад» Эллис; пластинка была издана на лейбле Kitchenware Records в Великобритании.
Альбом достиг позиции номер один в британском чарте UK Albums Chart и получил золотую сертификацию.

## История
Группа заявила, что материал будет иметь более сырое и гимническое звучание по сравнению с их предыдущими работами. Первым синглом с альбома стал трек «Papillon». Вторым синглом стал «You Don’t Know Love», выпущенный 25 января следующего года. Третий сингл, «Eat Raw Meat = Blood Drool», был выпущен 24 мая. В альбом также вошла бонусная расширенная пластинка из пяти песен под названием Cuttings II. После ухода ведущего гитариста Криса Урбановича из Editors 16 апреля 2012 года это был последний альбом группы с участием Урбановича.
Родной город Смита — Лондон — доминирует в альбоме как в лирическом, так и в музыкальном плане. Он сказал: «На самом деле я думаю, что это есть в каждой песне. В нужное время и в нужном месте, при правильном освещении и в нужный вечер то, что вы уже видели тысячу раз, все еще может захватить ваше дыхание, в то время как фон электронного жужжания и гудения, который присутствует во многих треках, имитирует постоянный фоновый шум города».

## Отзывы
| Совокупная оценка      | Совокупная оценка |
| Источник               | Оценка            |
| ---------------------- | ----------------- |
| Metacritic             | 59/100            |
| Оценки критиков        |                   |
| Источник               | Оценка            |
| AllMusic               | [ 7 ]             |
| Drowned in Sound       | 7/10              |
| The Guardian           | [ 9 ]             |
| The Independent        | [ 10 ]            |
| NME                    | 5/10              |
| Observer Music Monthly | [ 12 ]            |
| Pitchfork              | 3.7/10            |
| Slant Magazine         | [ 14 ]            |
| Spin                   | [ 15 ]            |
| The Times              | [ 16 ]            |

In This Light and on This Evening был встречен смешанными отзывами. На сайте-агрегаторе рецензий Metacritic альбом получил оценку 59/100, что означает «смешанные или средние отзывы», на основе 25 рецензий от основных критиков.

## Список композиций
Все треки написаны Эдвардом Лэем, Расселом Личем, Томом Смитом и Крисом Урбановичем.
| №  | Название                            | Длительность |
| -- | ----------------------------------- | ------------ |
| 1. | «In This Light and on This Evening» | 4:21         |
| 2. | «Bricks and Mortar»                 | 6:21         |
| 3. | «Papillon»                          | 5:24         |
| 4. | «You Don’t Know Love»               | 4:39         |
| 5. | «The Big Exit»                      | 4:44         |
| 6. | «The Boxer»                         | 4:40         |
| 7. | «Like Treasure»                     | 4:52         |
| 8. | «Eat Raw Meat = Blood Drool»        | 4:53         |
| 9. | «Walk the Fleet Road»               | 3:47         |

| №   | Название                             | Длительность |
| --- | ------------------------------------ | ------------ |
| 10. | «You Don’t Know Love» (demo version) | 4:04         |

| №   | Название                             | Длительность |
| --- | ------------------------------------ | ------------ |
| 10. | «These Streets Are Still Home to Me» | 3:18         |

| №  | Название                      | Длительность |
| -- | ----------------------------- | ------------ |
| 1. | «This House Is Full of Noise» | 6:22         |
| 2. | «I Want a Forest»             | 3:59         |
| 3. | «A Life as a Ghost»           | 4:33         |
| 4. | «Human»                       | 3:12         |
| 5. | «For the Money»               | 5:54         |

| №   | Название                                             | Длительность |
| --- | ---------------------------------------------------- | ------------ |
| 10. | «No Sound But the Wind» (Live at Rock Werchter 2010) | 3:49         |

## Позиции в чартах
| Чарт (2009)                            | Высшая позиция |
| -------------------------------------- | -------------- |
| Австралия (ARIA)                       | 40             |
| Австрия (Ö3 Austria)                   | 50             |
| Бельгия/Фландрия (Ultratop)            | 2              |
| Бельгия/Валлония (Ultratop)            | 7              |
| Дания (Hitlisten)                      | 37             |
| Нидерланды (Album Top 100)             | 3              |
| Франция (SNEP)                         | 41             |
| Германия (Offizielle Top 100)          | 8              |
| Ирландия (IRMA)                        | 4              |
| Италия (Classifica album)              | 20             |
| Португалия (AFP)                       | 25             |
| Шотландия (Scottish Albums Chart)      | 2              |
| Испания (PROMUSICAE)                   | 58             |
| Швейцария (Schweizer Hitparade)        | 12             |
| Великобритания (UK Albums Chart)       | 1              |
| США (Billboard Top Heatseekers Albums) | 8              |

## Сертификации
| Регион | Сертификация | Продажи  |
| --- | ------------ | -------- |
| Бельгия (BEA) | Платиновый   | 30 000*  |
| Великобритания (BPI) | Золотой      | 100 000^ |
| * Данные о продажах приведены только на основе сертификации. ^ Данные о тиражах приведены только на основе сертификации. |              |          |